# Museo Arqueológico San Miguel de Azapa
El Museo Arqueológico San Miguel de Azapa es un museo ubicado a 500 metros de la localidad homónima, en la comuna de Arica, que forma parte de la región de Arica y Parinacota, al norte de Chile. Fundado en 1967, pertenece a la Universidad de Tarapacá y se destaca por albergar a las momias de la cultura Chinchorro, las más antiguas del mundo.
Al museo se accede mediante un camino rural, antes de llegar a San Miguel de Azapa, por la ruta A-27.

## Colecciones

### Parque de petroglifos

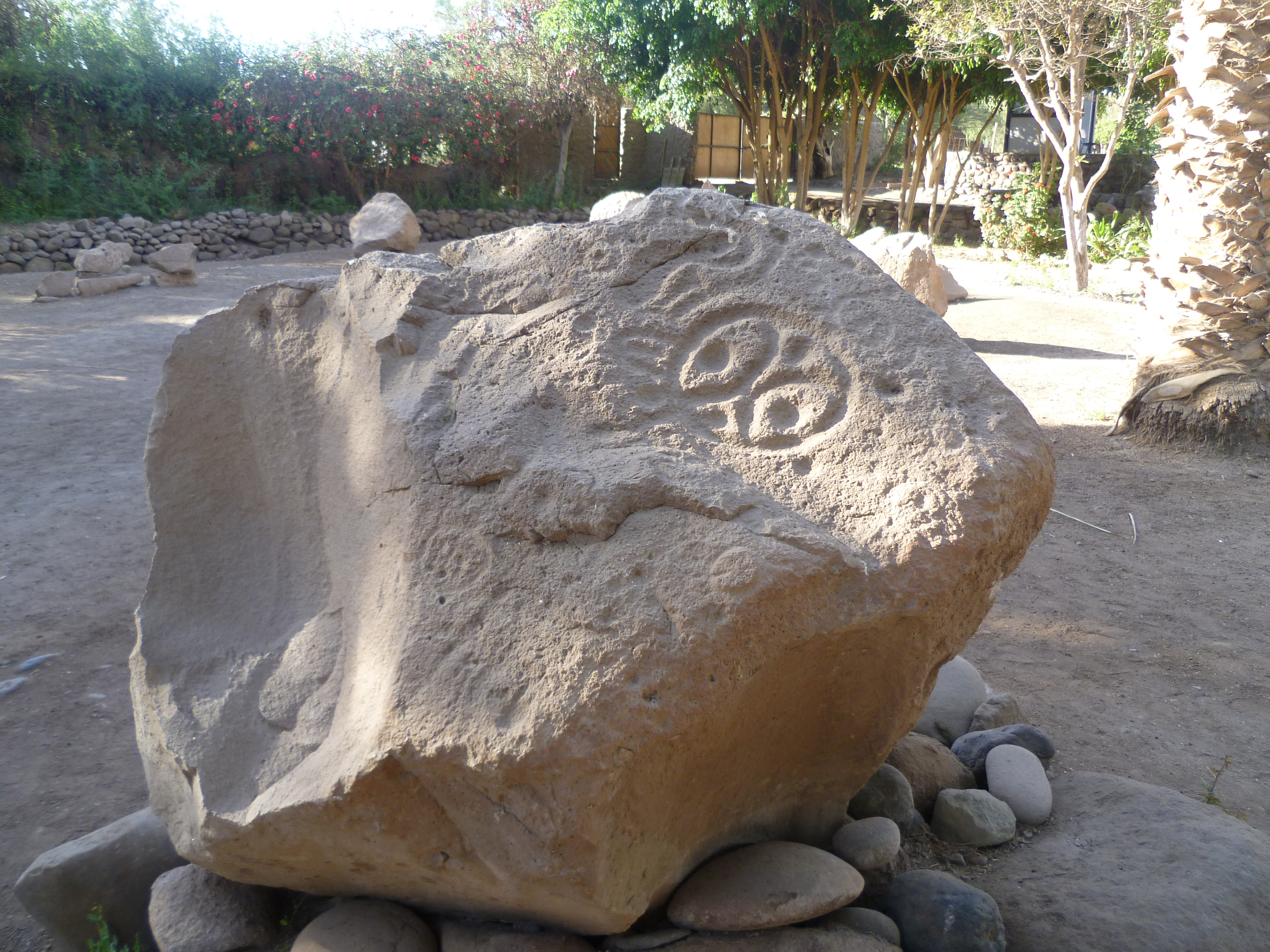
Uno de los petroglifos del Museo de San Miguel.

A la entrada hay un parque de palmeras y se puede ver el busto de Max Uhle, pionero de la antropología en el norte de Chile. En este patio hay 13 petroglifos que llegaron al museo en los años 1970, a raíz de la constante pérdida de este tipo de patrimonio cultural durante el rápido crecimiento de la ciudad de Arica y la habilitación de nuevos terrenos agrícolas en el valle de Azapa.
El parque forma una rotonda en la que trece bloques aislados de piedra exhiben su variada y rica muestra de arte prehispánico. Estos bloques, algunos de ellos con más de una cara tallada, muestran diversas escenas con motivos antropomorfos, zoomorfos y geométricos. La mayoría de estos bloques provienen de sitios como el poblado de San Lorenzo o el poblado y cementerio de Sobraya, cuya cronología corresponde a los finales del Período Medio y comienzos del Intermedio Tardío (ca. 800-1200).

### Interior

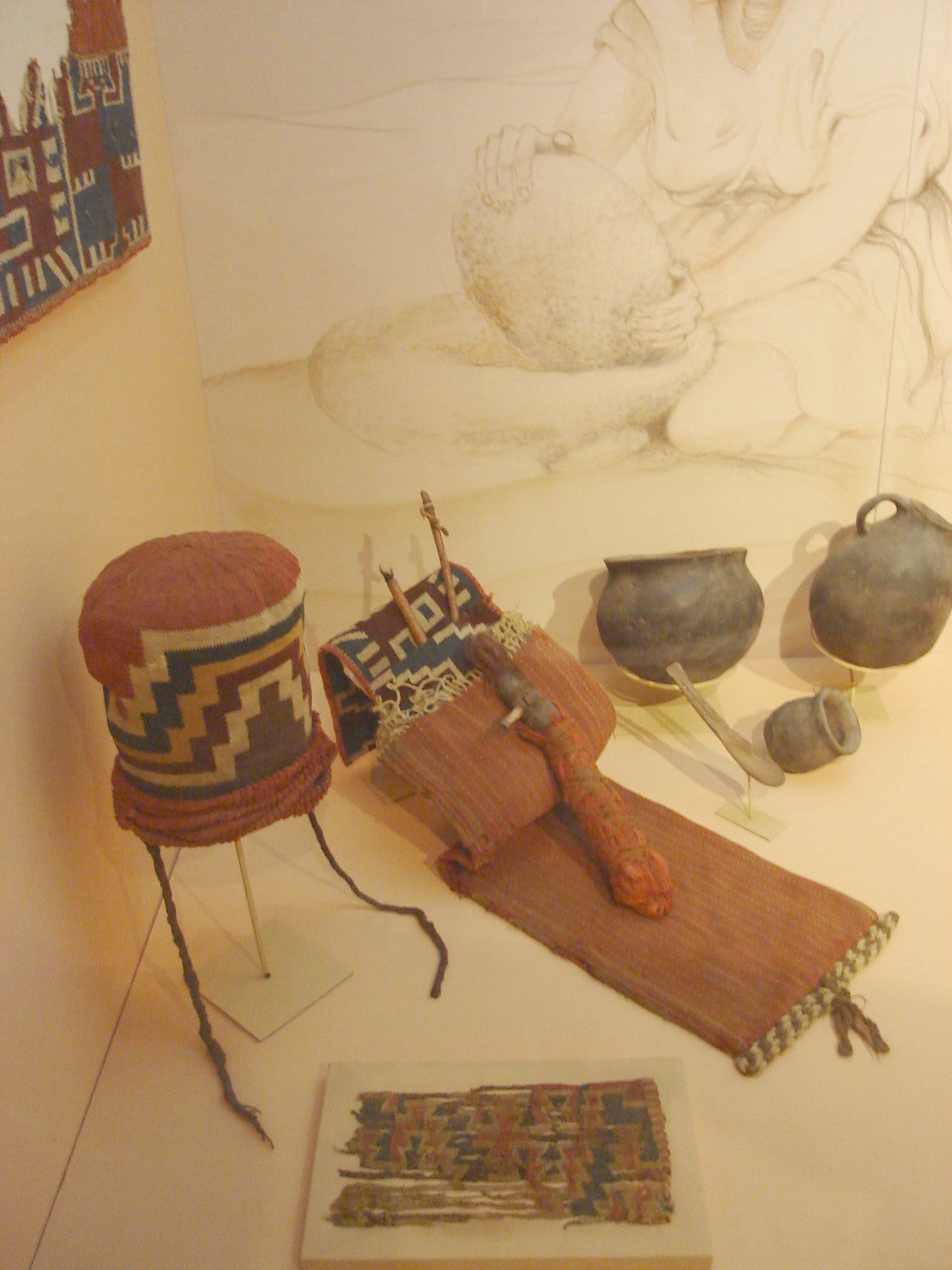
Museo Arqueológico San Miguel de Azapa.

En el interior del museo se encuentra una bella colección de delicados tejidos, cestería y cerámica andina y costera de los indígenas; las momias chinchorros, las más antiguas del mundo, momificadas con una curiosa técnica en arena. También hay una prensa del siglo XVIII para extraer aceite de oliva y una didáctica reconstrucción escénica de las etapas de la cultura costera y andina. 
Aparte de la arqueología y antropología, podemos también encontrar una muestra de las famosas aceitunas  —parte importante de la cultura nortina, que son muy famosas por tener variados colores, sabores y tamaños: verdes, negras, amargas| y de mermeladas de mango.
La sala Chinchorro alberga los milenarios y ricos restos arqueológicos de dicha cultura, entre los que destacan las momias, que son las más antiguas del mundo. Quince momias —de fetos, recién nacidos, niños y adultos de hasta 35 años— se exhiben en bóvedas especiales donde se almacenan, en condiciones de temperatura, luminosidad y humedad controladas. 
Un nuevo edificio, que se estima será terminado en 2020, tendrá 5 000 m²; se incorporarán tecnologías al relato museístico que abarcará cuatro aspectos: los orígenes, los sistemas de creencias, las organizaciones sociales y los modos de subsistencia. Las 18 vitrinas existentes aumentarán a 156 con el fin de poder exponer más piezas (de las 86 000 que conserva, solo se muestran unas 1 000 en sus actuales 1 400 m²). Además, otros 5 000 m² se destinarán a espacios y entornos paisajísticos integrados al recinto. Esperan también ampliar el actual número de visitantes (60 000) al doble.
"El museo tendrá altos estándares internacionales y, con ello, no solo se aumentará la superficie actual, sino que triplicará la cantidad de piezas y objetos patrimoniales en exhibición museográfica moderna, didáctica, inclusiva e interactiva, que cubre más de 10 mil años de historia", declaró a fines de junio de 2017 la intendenta de la región de Arica y Parinacota, Gladys Acuña.

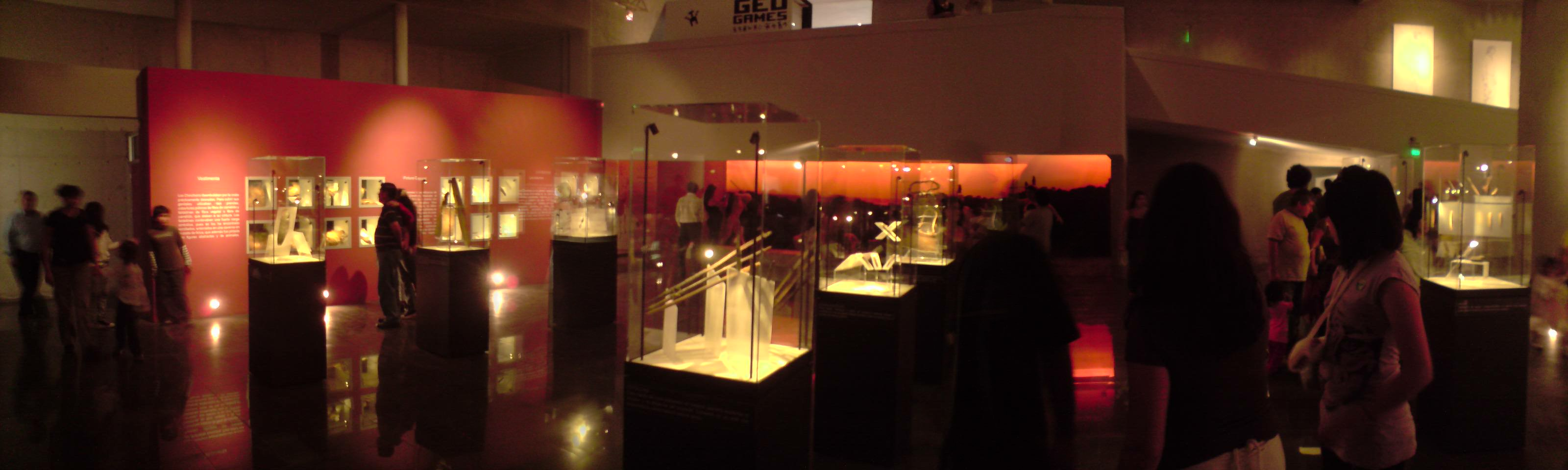
Sala Chinchorro, Museo Arqueológico San Miguel de Azapa.

## Galería de imágenes

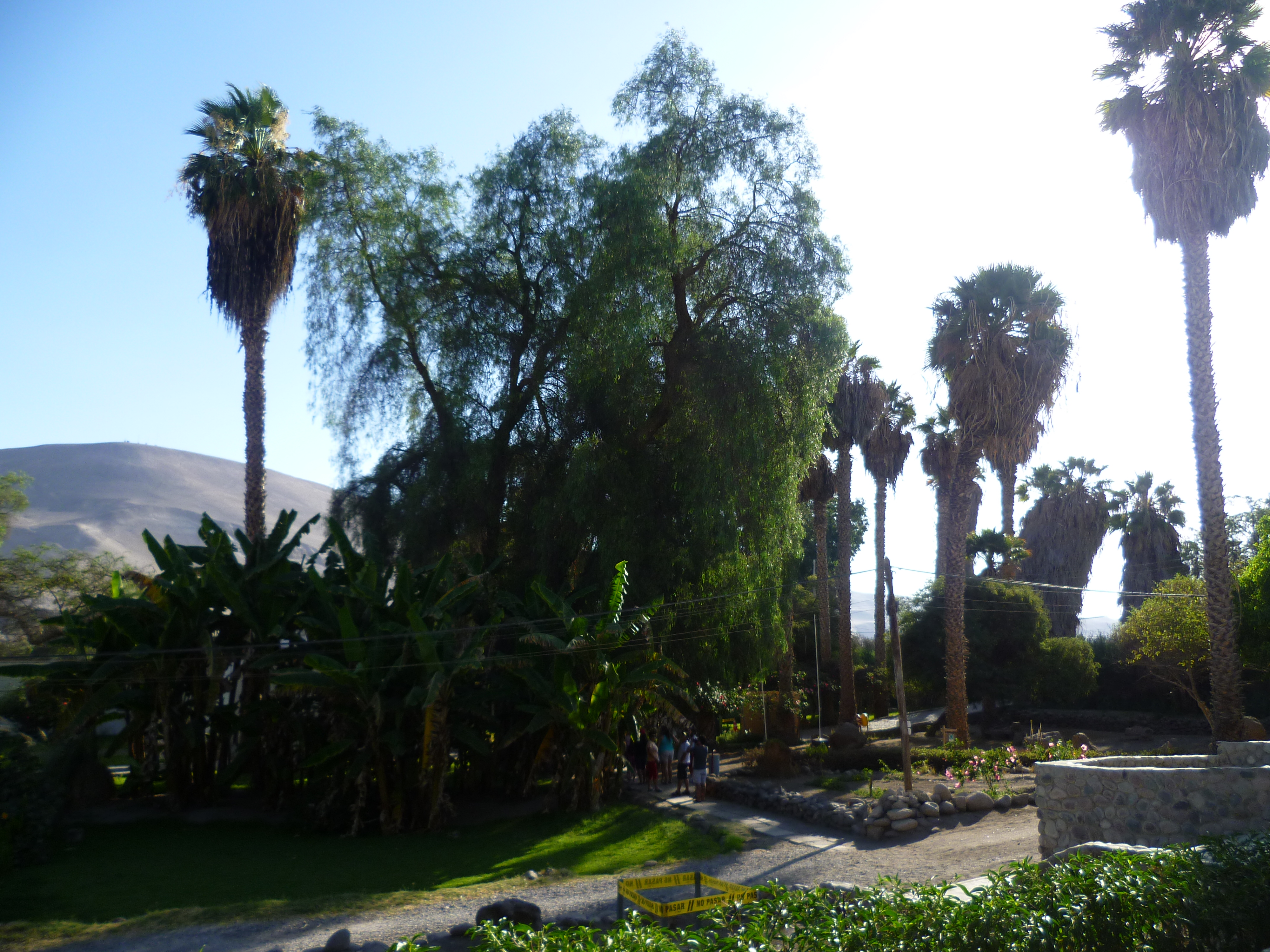
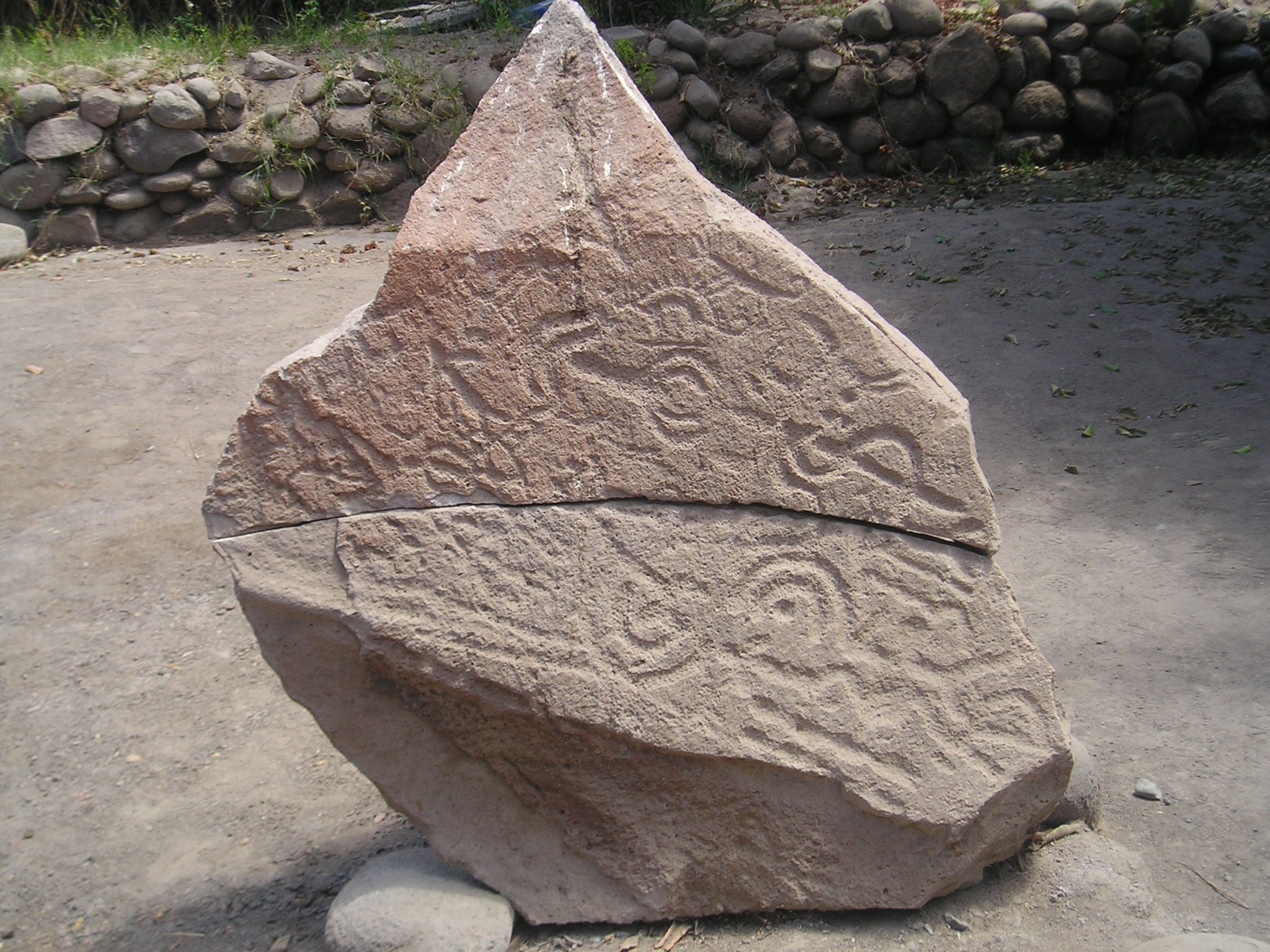
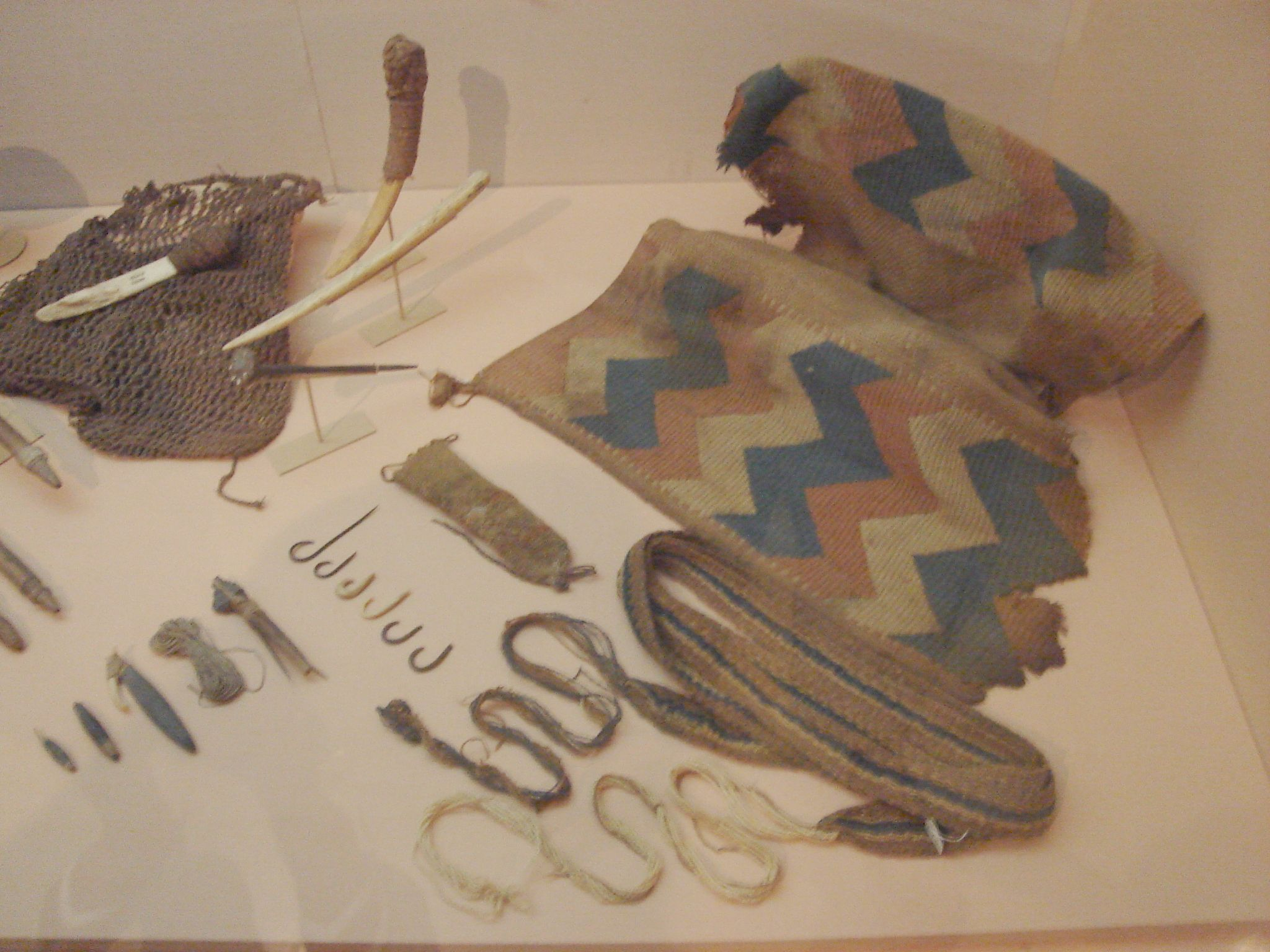
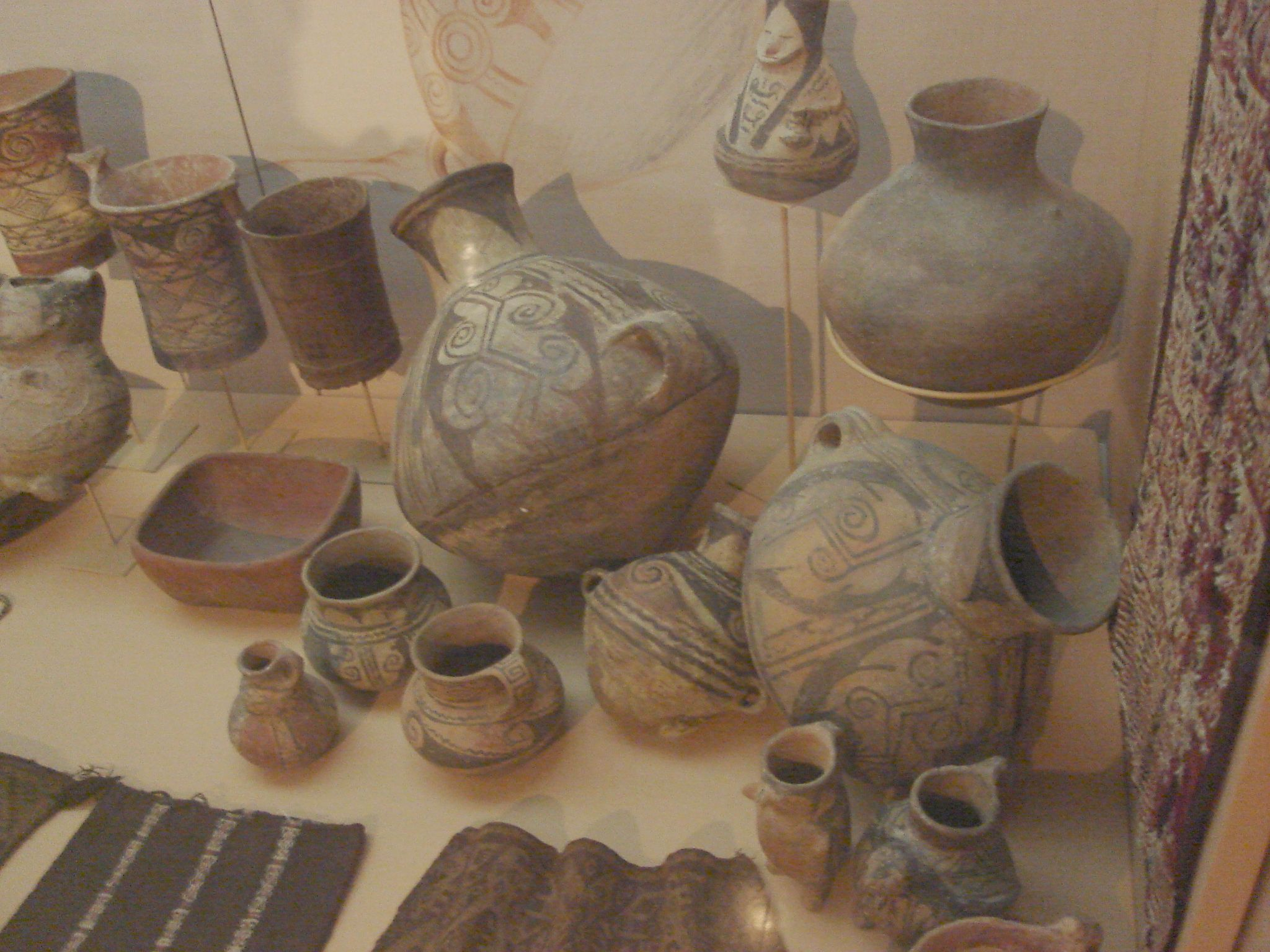
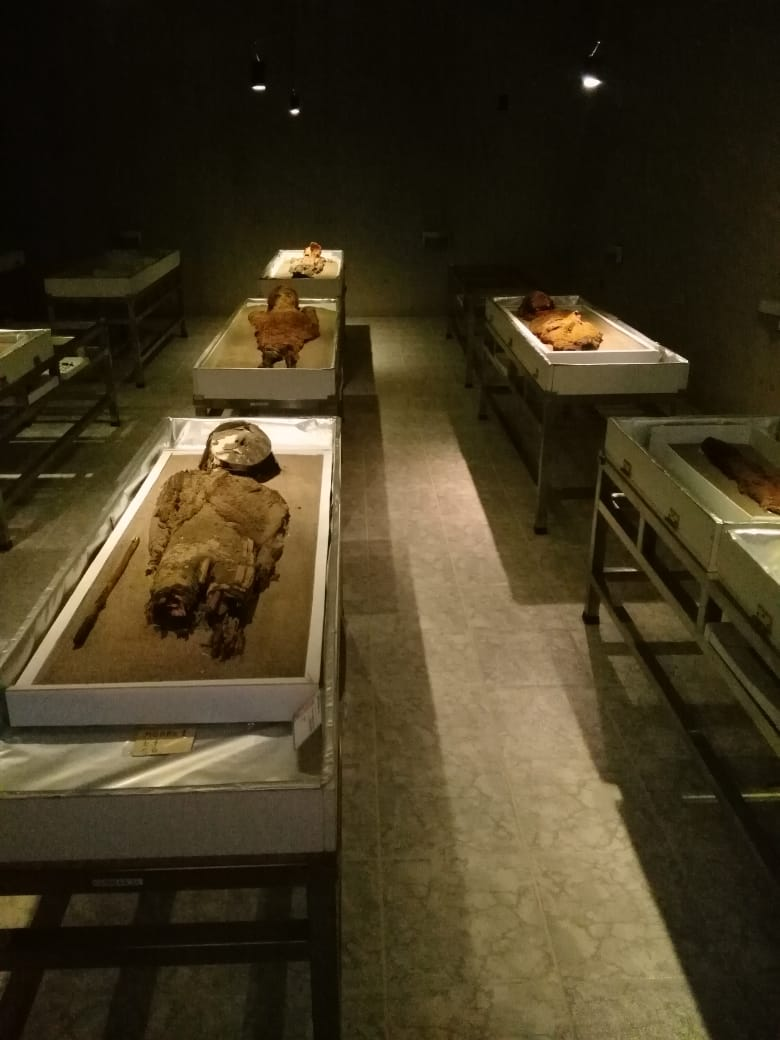
Imagen tomada en Arica ,chile  sala de momias chinchorros